# Серикбаев, Баттал
Баттал Серикбаев (каз. Серікбаев Баттал; 1900 год — дата смерти неизвестна) — заведующий конефермой колхоза имени Калинина Аксуатского района Семипалатинской области, Казахская ССР. Герой Социалистического Труда (1948).
Заведовал коневодческой фермой колхоза имени Калинина Аксуатского района. За получение высокой продуктивности животноводства в 1947 году при выполнении совхозом плана сдачи государству продуктов животноводства и полеводства и выполнении государственного плана развития животноводства по всем видам скота удостоен звания Героя Социалистического Труда указом Президиума Верховного Совета СССР от 23 июля 1948 года с вручением ордена Ленина и золотой медали «Серп и Молот».
Дата смерти неизвестна.